# 英國司法機構
在英国的司法体制中，英格兰和威尔士、北爱尔兰以及苏格兰三个法律体系的各级各类法院是司法权的行使机构。英国最高法院、特别移民上诉委员会、就业法庭、就业上诉法庭确实拥有全联合王国的司法管辖权，但判决仅直接适用于案件所属的司法管辖区，因为相同的案件要点和原则并不必然适用于其他司法管辖区。在就业法方面，就业法庭和就业上诉法庭对整个英国除北爱尔兰具有管辖权。
2007年以前，在英国是没有司法部的。2007年5月9日，英国的宪法事务部（舊称为大法官部）和内政部进行了合并，改制为今天的司法部，负责英格兰和威尔士的刑事司法政策、判决政策、假释、监狱和防止重新犯罪的部分。但司法部没有对苏格兰和北爱尔兰的刑事司法、法庭、监狱和假释的责任，而只有对英格兰和威尔士的以上事务的责任。在苏格兰，则由苏格兰事务大臣和苏格兰检察长负责。
同时，英国的检察机关通常为皇家检控署（CPS）并不与法院平行，英国中央政府设有检察总长，检察官则由内政大臣任命出庭律师和诉状律师担任。

## 法院体系
英国最高法院是英国的最高上诉法院，负责审理英格兰、威尔士和北爱尔兰法律的所有刑事和民事案件，以及苏格兰法律中的所有民事案件。最高法院目前由12名大法官组成，他们也是枢密院顾问官并被授予终身贵族头衔。从通常意义上讲，最高法院是解释英国法律的终审法院。但与美国等其他一些国家不同，最高法院不能推翻法规。根据议会主权原则，议会可以明确推翻最高法院的判例。最高法院于2009年10月成立，取代了原上议院受理上诉委员会。枢密院司法委员会是英国海外领土、英国王室属地和几个独立的英联邦国家的最高上诉法院。
英国现行的法院体系在三个地区是不同的。英格兰和威尔士地区的法院包括英格兰和威尔士高级法院（由上诉法院、高等法院及王室法庭三大法庭组成）、裁判法院、少年法庭和郡法院。苏格兰地区包括最高民事法庭、高等司法法院、治安法院、治安上诉法院和太平绅士法院。其中高等司法法院是最高刑事法院，仅在权力下放问题和欧洲人权公约问题上受联合王国最高法院的管辖。北爱尔兰地区的法院体系类似于英格兰和威尔士地区。
此外，还有军事法院、劳资关系法院和行政裁判所等专门法院在整个英国都有管辖权。同样，就业上诉法庭在整个大不列颠具有管辖权，但在北爱尔兰没有。
英国的法官由委任产生并国王任命。法官一般很难被免职，而除大法官外，专职法官保持政治中立。
任何刑事案件必须有12到15名普通公民组成的陪审团参加，由陪审团确定被告是否犯有被指控的罪行。

## 参看
- 英美法系
- 英国法律
- 司法机构